# حملة طرابزون (1505)

انطلق إبراهيم شقيق شاه إسماعيل مع جيش مكون من 3000 رجل لنهب مقاطعة سليم. رد سليم وطارد الصفويين مع 450 جنديا فقط حتى أرزينجان؛ ذبح العديد منهم واستولى على أسلحتهم وذخائرهم. ثم أرسل سليم قوة منفصلة لمداهمة الأراضي الغربية للصفويين. بعد معركة 1505، أرسل شاه إسماعيل مبعوثا إلى بايزيد الثاني يشكو من غارات سليم المفرطة العدوانية ويطالب بإعادة أسلحة جنوده الأسرى. لم يعيد بايزيد الأسلحة لكنه أعاد المبعوث بالهدايا ووعود الصداقة. قاتل سليم ضد الصفويين مرة أخرى في عام 1507 وفي عام 1510، وهزم القوات الصفوية في كلتا المرتين. 